# Identificarea copiilor înzestrați și talentați
Identificarea copiilor înzestrați și talentați (sau și supradotați) este o tematică la care se lucrează de multă vreme. Există în general mai multe direcții de lucru. 

## Fundamentele procesului de identificare
Una dintre direcții este cea a psihometriei, unde caracteristicile identificabile sunt măsurabile. În domeniul psihometriei există curente pro și contra, deoarece nu toate caracteristicile psihicului uman pot fi măsurate pe un sistem de scalare multiliniar. Astfel există oameni de știință remarcabili, inclusiv premianți Nobel, care nu au un IQ care să-i clasifice drept supradotați. În cazul acestora sunt alte caracteristici care i-au făcut performanți și care nu se regăsesc în testele IQ. Howard Gardner, creatorul teoriei inteligențelor multiple, este unul dintre adversarii testării prin mijloace psihometrice, care evident nu acoperă toate direcțiile de supradotare ale creierelor umane, ci prezintă reducționist doar anumite caracteristici psihologice irelevante pe toate direcțiile de manifestare a evoluției personalității umane.
Pe de altă parte, testele psihometrice sunt mijloace bine definite și relativ ușor de administrat, ceea ce le face extrem de utile în sistemele mari de educație unde trebuie testați numeroși copii. În educația copiilor supradotați se folosesc prin tradiție două teste psihometrice ce și-au dovedit utilitatea și concordanța cu evoluția ulterioară a copiilor. Acestea sunt Stanford-Binet 5 în cea mai modernă versiune și testul Wechsler (Wisc). Sistemele de scalare a celor două teste nu sunt însă identice, astfel că un scor pe Wisc este totdeauna mai mic decât un scor pe Stanford Binet pentru aceeași persoană. În general testele psihometrice au limite superioare de scor ce nu pot fi depășite printr-un număr de răspunsuri exacte. În cazul în care se întâmplă acest lucru se iau în considerație parametri suplimentari ca de ex. viteza de răspuns, ce permite scalarea în continuare peste limita testului.
Se consideră "înzestrată" o persoană ce are un coeficient de inteligență (IQ) de peste 120 pe WISC sau de peste 130 pe Stanford Binet. Aceste persoane reprezintă statistic între 2 si 6 % din populație. IQ foarte mare este de peste 180 pe Stanford Binet, existând diferențe până la 280 cunoscute în lume.
Între diferitele valori ale IQ și pachetul comportamental al supradotaților există corelații ce pot fi evidențiate. Astfel se constată statistic un IQ de aproximativ 150 plus sau minus 10 unități la lideri. Cei cu IQ peste această limită nu mai sunt agreați ca lideri de către populație.
O scalare a pachetelor comportamentale se poate găsi în următorul material.

### Inteligența și geniul
1. Inteligența există (în sens Platon)
1.01 Pentru teoria coeficienților de inteligență, inteligența este observabilă (în sens Heisenberg)
1.1 Coeficientul de inteligență măsoară inteligența în următoarele direcții: matematică, științe, filozofie și literatură
1.2 Termenul inteligență este identificat cele din 1.1 printr-o metodă de izomorfism (în sensul lui Sidis)
1.3 Există o clasificare normată a inteligenței; aceasta corespunde cu scala coeficientului de inteligență
1.31 Această clasificare normată măsoară nu numai viteza de rezolvare ci și capacitatea de a raționa.
1.4 Pe scala coeficienților de inteligență, există faze critice ce corespund cu aspecte calitative.
2. Valorile fundamentale ale fazelor critice sunt egale cu: 1/1000, 1/1000000, 1/1000000000 (in sensul raritatii), corespunzind cu 150, 176, 196 in sensul coeficientului intelectual.
2.01 Aspectele calitative ale acestor valori fundamentale corespund (intr-o maniera suficienta, dar nu neaparat necesara) respectiv cu gifted, geniu si geniu universal.
2.1 Gifted (supradotat) este o singularitate pe harta cognitivă a omenirii.
2.2 Geniul este o singularitate generică pe harta cognitivă a omenirii.
2.21 Geniul este un supradotat creativ.
2.211 Actul creativ, via gândire, este condiția sine qua non a existenței sale.
2.22 Pentru cognitivul dinamic, geniul este un punct de atracție.
2.3 Geniul universal este singularitate esențială pe harta cognitivă a omenirii.
2.31 Geniul universal este un geniu a cărui existență, prin munca sa, transformă umanitatea.
2.32 Pentru cognitivul dinamic, geniul universal este un punct superatractiv.
2.33 Geniul universal este în mod necesar altruist.
3. Arhetipuri de supradotați, genii și genii universale: Ahile, Ulise și Prometeu.
3.1 Modele de genii: Jean-François Champollion, Noam Chomsky, Descartes, Feynman, Hawking, Newton, Nietzsche, Ramanujan, Voltaire and Wittgenstein.
3.2 Modele de genii universale: Arhimede, Aristotel, Dostoievski, Einstein, Galileo, Goethe, Leibniz, Pascal, Socrate și Da Vinci.
4. Există corelații între conceptul de inteligența și cel de cultură, gândire și descoperire, când acestea sunt extreme.
4.1 Dacă coeficientul de inteligență este mai mare de 150, se poate vedea o corelație între inteligență și cultură. De la aceasta valoare individul foloseste un substrat cultural îmbogațit.
4.1.1 Testele verbale fără limită de timp, sunt eficiente în măsurarea acestei corelații.
4.1.2 Aceste teste dând acces cunoștințelor enciclopedice, aspectelor culturale sau proiectiilor mentale a creatorilor lor nu pot fi în orice caz negative.
4.2 Dacă coeficientul intelectual este mai mare de 160, se observă o corelare între inteligență și gândire. Ca punct de plecare se pot considera viteza de înțelegere și puterea de gândire.
4.2.1 Testele spațiale și numerice, nelimitate în timp, sunt eficiente în măsurarea acestei corelații.
4.2.2 Inteligența și gândirea sunt diferite. Prima este fluidă și moștenită, cealaltă este câștigată și cristalizată.
4.2.3 Putem învăța cum să gândim, nu cum să fim inteligenți.
4.2.4 Testele rapide măsoara inteligența simplă, în timp ce testele nelimitate în timp măsoara gândirea complexă.
4.2.5 Inteligența este materialul pe care se structurează gândirea.
4.2.6 Gândirea este limbajul inteligenței
4.3 Dacă coeficientul de inteligență este mai mare decât 176, vom nota o corelare între inteligența și capacitatea de a descoperi. Plecând de la această valoare individul testat trebuie să își folosească capacitatea de descoperire.
4.3.1 Numai testele extreme au capacitatea de a măsura aceasta corelație.
4.3.2 Spiritul de sinteză generează nevoia de creație.
Descoperirea este finalitatea inteligenței.
Concepte caracteristice inteligențelor foarte înalte
5. Grupul este superior sumei părților
5.1 Atenționarea asupra caracteristicilor singularităților cognitive implică nevoia de structură.
5.1.1 O structură de grup apare din însumarea elementelor grupului (în sens Galois)
5.2 Topologia grupului este neuronală și interconectată (în sens Changeux)
5.3 Fiecare element iluminează celelalte elemente (în sens Grothendiech)
5.3.1 Combinația de algoritmi abstracți sunt transformați în grup într-o abstractizare globală
5.3.2 Sinergia grupului duce la o influență globală unificatoare (pentru grup)
5.3.3 Această influență generează o euristică.
5.3.4 Această euristică este o paradigmă a non-uniformității (creative, în sensul lui Hofstadter)
5.4 Grupul este locul furtunilor de idei
5.5 Dacă grupul atinge o masa critică, atunci el devine un loc de creativitate și descoperire.
5.6 Dintr-un punct de vedere ontologic, memoria grupului este auto-similară (în sensul lui Mandelbrot)
5.7 Dacă grupul este prometeic, atunci el devine un model pentru umanitate.
5.8 Ideea de grup este identificată cu aceea de societate.
5.9 Societatea este un sistem mental.
6. Societatea este o structură deschisă în sens Eco)
6.1 Societatea este multidisciplinară în acord cu 1.1
6.2 Societatea urmează principiile teleologice
6.3 Societatea este concepută ca un centru de problematici ale căror scopuri principale sunt:
6.4 Studiul inteligenței (în sens Jensen).
6.4.1 Studiul complexității.
6.4.2 Studiul fundamentelor cunoașterii.
6.4.3 Studiul proceselor ireversibile (în sensul lui Prigogine)
6.4.4 Recunoașterea paternelor prin moduri de percepție globală.
6.4.5 Întrebări asupra izomorfismelor conceptelor, legilor și a proprietăților emergente (în sensul lui Bertalanffy)
6.4.6 Întrebări asupra conceptelor invariante.
6.4.7 Crearea de modele generice cognitive prin matematică.
6.4.8 Crearea de paradigme prin formalizare lingvistică (în sensul lui Kuhn)
6.5 Societatea urmează principiile globalismului.
6.5.1 Această abordare este holistică
6.6 Munca creează existența
În general pachetele comportamentale și nivelul inteligenței permit pentru psihologii cu multă practică caracterizarea supradotării prin tehnicile de tip interviu. Nivelul de preocupări și orizontul de interes al copiilor le caracterizează la fel de bine supradotarea ca și testele psihometrice - pe direcții unde testele psihometrice nu actionează interviul poate da rezultate excepționale. Deși interviul poate fi considerat superior în identificarea supradotării există totuși probleme în administrarea pe o populație numeroasă cum este masa de copii din sistemele educative, de aceea se folosește mai des sistemul testelor psihometrice.

## Identificarea ca proces al luării de decizii
Tipuri de inteligență și caracteristicile supradotării: 
Inteligența instinctuală este o formă de inteligență particulară fiecărei specii, imprimată genetic și cu care toți ne naștem. O observăm în obiceiuri care uneori ne contrariază propria logică, dar pe care nu le putem evita să apară, ca de exemplu reacția adversă față de șerpi sau păianjeni a multor oameni.
Inteligența intuitivă este abilitatea de a învața lucruri complexe și de a rezolva probleme complexe la nivel subconstient. Acest tip de inteligență asigură adaptarea la un mediu nou și necunoscut, învățarea din mers a unei limbi sau abilitatea de a supraviețui în împrejurări confuze și haotice. Acest gen de inteligență este deseori mai bun în rezolvarea problemelor complexe decât inteligența logică senzorială.
Inteligența senzorială este abilitatea de a conecta logic diferite cunoștințe sau fapte ne dă și posibilitatea de a a descoperi noi reguli și de a gândi metodic. Apare cu precădere la etape mai mature în creșterea copiilor. Această categorie este în general definită ca inteligență, deoarece se datorează gândirii conștiente, în timp ce celelalte tipuri de inteligență scapă deseori analizei psihologice. Inteligența senzorială este frecvent folosită pentru depistarea relațiilor și a detaliilor de gândire lineară și este folosită pentru a lista caracteristicile de gândire și personalitate a copilului supradotat.
Aceste tipuri de inteligență permit crearea de teste psihometrice care dau direcții relativ bine definite de caracterizare. În cadrul acestor direcții se fac estimările privind supradotarea prin pachete comportamentale specifice categoriei "înzestrare". Identificarea nivelului de dotare intelectuală este un proces extrem de complex și nici o taxonomie nu acoperă integral caracteristice ce trebuie identificate. Din acest motiv există diferite abordări ce consideră diferite aspecte ale supradotării, însă nici o teorie actuală nu integrează toate cunoștințele în acest domeniu. 
În general se face o identificare cu specificitate pe nevoile momentane ale societății. Aceste nevoi pot fi dependente de factori dinamici ce au o valabilitate pe dimensiunea importantei pe o perioada de timp. De exemplu daca in Grecia antică exista idealul omului echilibrat fizic psihic si intelectual ca un standard de identificare a celui înzestrat, in timpurile moderne definitia dotarii tine de atingerea unor performante deosebite pe campuri limitate de activitate, ceea ce este extrem de departe de viziunea greacă antică.
Supradotarea unui copil ce trăiește în junglă va ține de performanțele de confruntare cu dificultățile traiului în junglă. Acel copil va fi înzestrat în raport cu mediul înconjurător, neavând în mod necesar alte direcții de supradotare.
Decizia identificării se face pe nevoile realității inconjurătoare sau a programelor ce trebuie rulate. Astfel dacă este nevoie să se facă o identificare a abilităților pentru un program de conducere, se selectează un număr de trăsături care definesc direcția abilităților cerute de piață, apoi se vor face studii statistice asupra pachetelor comportamentale asociate acestor trăsături iar în final se va evalua performanța pe aceste direcții.
Un exemplu în această direcție va fi dat în continuare. Pe acest exemplu se pot vedea direcțiile de analiză și modalitățile de cuantificare a valorii abilităților prin pachete comportamentale tip. Acest gen de abordare ține atât de actul de decizie al selecției cât de controlul progresului pentru cei selectați în programe concrete.
| Atenție alertă | 1 2 3 | 4 5 6 | 7 8 9 |
| Atenție, vigilență, sensibilitate în clasă și în afara clasei, percepe și reacționează la ceea ce percepe                                                                                          | Frecvent neatent, distrat, preocupat și indiferent, pasiv, se angajează în programe foarte puțin, absent și visător, întreabă lucruri prostești                                                                                            | Atenție moderată, activ la fazele interesante, ocazional atenția lipsește complet, ocazional întreabă, de obicei răspunde la întrebări                                                | Complet absorbit de muncă, da atenție nedivizate, pune întrebări pertinente, dă răspunsuri inteligente și iuți, perceptiv la orice problemă                                                                                                   |
| Ambiție | 1 2 3 | 4 5 6 | 7 8 9 |
| Dorință de cunoaștere, recunoaștere, avansare superioară, hotărâre de a acumula cunoștințe, scopuri realist înalte                                                                                 | Dorința redusă de cunoaștere, scopuri vagi, nerealiste sau inexistente, atitudinea ‘lasă-mă să te las’ | Hotărâre moderată pentru premii, avansare în cunoaștere, acumulări personale, scopuri moderate cu sacrificii moderate                                                                 | Ambițios, decis, dornic de evoluție personală pozitivă, gata să se sacrifice pentru a atinge țelul propus, realist și cu scopuri înalte |
| Abilități de adaptare la stress | 1 2 3 | 4 5 6 | 7 8 9 |
| Abilitatea de a se lupta cu frustrările date de viața scolară, de locurile de joacă și de cerințele școlii                                                                                         | Se implică în dispute pe locul de joacă sau de muncă, este argumentativ, protestează cu ușurința după eșecuri sau incidente | În general implicat comportamental în joc sau munca cu comportamente acceptabile, cu maniere și respect față de reguli                                                                | Creează o impresie foarte favorabilă, manierat și respectuos cu colegii și profesorii |
| Creativitate-originalitate | 1 2 3 | 4 5 6 | 7 8 9 |
| Capacitate și dorință pentru acțiuni și soluții constructive, raționale, neortodoxe, independente.Este inteligent și inventiv, ingenios și productiv, imaginativ și inovator în gânduri și acțiuni | Incapabil să se detașeze de tradiții și să genereze idei noi, soluții și dezvoltări, evidența lipsă de idei noi | De obicei acceptă constructii originale și neortodoxe, ingenioase și constructiviste, are abilități de îmbunătățire în arii particulare, este de obicei dependent de anumite direcții | Ingenios, inventiv, productiv, iute în abordarea problemelor și în dezvoltarea de mijloace de testare. Este plin de viață, fertil în idei practice, în imaginație, original în idei noi                                                       |
| Curiozitate și interes | 1 2 3 | 4 5 6 | 7 8 9 |
| Participativ, dedicat și doritor să știe ”ce, cum, de ce, unde, când” prin studii intensive, focusat și exploratoriu cu investigații minuțioase                                                    | Nereflexiv, neinteresat, indiferent și îngust la minte. Este nesimțitor la problemele intelectuale, este dezinteresat sau cu interes redus în intrebări clare                                                                              | Moderat interesat în subiecte școlare și în fenomene naturale, întreabă pe diferite teme, este ocazional interesat în activități exploratorii                                         | Gânditor analitic, curios, intelectual, energic, interesat în mare măsură de nou. Ce este nefamiliar îi trezește curiozitatea, pune intrebari penetrante, este inspirat de investigatii, este independent, manifesta sete clara de cunoastere |
| Harnicie | 1 2 3 | 4 5 6 | 7 8 9 |
| Perseverenta, rabdare, persistenta, capacitate de a dori sa atinga o tinta pana la capat | Lipsa clara de efort, de persistenta, de perseverenta sau aplecare pe un domeniu. Usor de distras de descurajat, cere continuu sa fie impins de la spate. Este indiferent la pierderea timpului si rareori izbandeste atingerea unor tinte | Rabdare medie, perseverenta si aplecare pe tintele propuse. De obicei isi indeplineste sarcinile, uneori trebuie stimulat                                                             | Forta deosebita, perseverenta, rabdare, efort, persistenta si concentrare pe tintele propuse. Este constiincios, neobosit, energic si intreprinzator                                                                                          |
| Judecata | 1 2 3 | 4 5 6 | 7 8 9 |
| Abilitate de a rationa, de a face rationamente pana la deciziisi concluzii logice, de a anticipa si a evalua rezultatele si actiunile alternative, de a gandi orientat spre viitor                 | Foloseste mijloace neglijente si neadecvate pentru a se apropia de rezolvarea unei probleme, neglijeaza sau interpreteaza gresit faptele, formuleaza ilogic, nepracxtic si inexact decizii si concluzii                                    | Considera mai mult faptele si variabilele, in mod usual vede relatii. Decizii in general bazate pe gandire logica, ocazional ajunge la concluzii                                      | Foloseste mijloace exacte si responsabile de a se apropia de o problema. Este sistematic si discriminatoriu in analizarea si luarea de deciziilor, are claritate in gandire si consistenta logica, este practic so accepta deciziile          |
| Incredere in sine | 1 2 3 | 4 5 6 | 7 8 9 |
| Este increzator in propriile abilitati, opinii, actiuni si obiective | Isi supraestimeaza abilitatile, increderea in sine, sau este ezitant, nesigur si cu tendinta de retragere | De obicei are o rezonabila incredere in sine, ocazional este decontractat sau are nevoie de incurajari                                                                                | Incredere in sine, echilibru, incredere in propriile abilitati si in propriile actiuni si optiuni, este calm si fara frici |
| Poti depinde de ei? | 1 2 3 | 4 5 6 | 7 8 9 |
| Increzator, adaptabil, responsabil, predictibil, promisiuni si obligatii indeplinite, punctual in indeplinirea sarcinilor                                                                          | Relativ independent, neincrezator, neadaptabil, iresponsabil in executarea sarcinilor si obligatiilor sau promosiunilor. Intarzie cu sarcinile de lucru, are nevoie permanenta de supraveghere                                             | In general de incredere, adaptabil, punctual in executie, destul de responsabil in promisiuni si obligatii, ocazional are nevoie de supraveghere                                      | In mod obisnuit constiincios, de incredere, adaptabil, responsabil, punctual in indeplinirea obligatiilor, promisiunilor sau sarcinilor de lucru, Are un inalt simt al datoriei, rareori necesita supraveghere                                |
| Leadership | 1 2 3 | 4 5 6 | 7 8 9 |
| Abilitate si initiativa catre organizarea, stimularea si influentarea actiunilor de grup | Un supus lipsit de initiative. Este incapabil de a initia si de a organiza pe ceilalti catre scopurile grupului | Moderat ca eficienta in conducerea altora, in management, in influentarea altora in situatii obisnuite. In mod obisnuit nu face fata la situatii dificile de grup                     | Un lider eficient, capabil sa inspire incredere, influenteaza, stimuleaza, organizeaza eforturile catre scopurile grupului |

Daca punem acest tabel in corelatie cu tipurile de inteligenta instinctuala, intuitiva, senzoriala, putem trage anumite concluzii despre utilizarea acestor forme de inteligenta si pachetele de comportamente pe care le induc. Sa nu uitam ca inteligenta multipla permite unei persoane sa aiba performante deosebite pe o directie si nici un fel de performante pe alte directii. Cazurile extreme sunt idiotii savanti care au capacitati uimitoare pe directii singulare si incapacitate profunda in orice alta directie.
In general insa copilul gifted are capacitatile distribuite la nivel inalt pe toate directiile si prezinta abilitati in multe directii. La copii talentati se pot descoperi abilitati in anumite directii si probleme serioase in alte directii. Nu se poate face insa o corelare totala in aceasta directie deoarece exista zone abandonate de interes si la copilul gifted datorate dezvoltarii asincrone a acestuia ce a permis depasirea domeniului de interes cu oarecare timp inainte.
In general dupa cunoasterea caracteristicilor unei scoli de gifted education fiecare scoala isi face propriul sistem de selectare pe abilitati specifice, avand insa si instrumentarul psihometric pentru testarea abilitatilor generale. Astfel de scoli pot fi foarte specializate pe un camp de activitate, ceea ce cere abilitati specifice.
Corelarea instrumentelor de identificare specifice diferitelor oferte educationale si specializari a unitatilor scolare se face in general prin schimburi de experienta cu unitati similare ce lucreaza in acelasi program de gifted education, eventual in alte parti ale lumii.
Tipurile de inteligenta sunt inegal reprezentate la copii gifted pe diferite arii de dezvoltare. In general inteligenta senzoriala se coreleaza pozitiv cu inteligenta emotionala ce poate fi testata. Pe baza inteligentei emotionale-senzoriale se dezvolta in cadrul inteligentei senzoriale si etajele inteligentei analitice, critice, laterale, spirituale, etc. Acest fapt este foarte relevant in dezvoltarea de metodologii didactice in care capacitatea de absorbtie a informatiei rafinate este antrenata in paralel cu capacitatea de procesare logica a acestei informatii si cu dezvoltarea de abilitati.
Deciziile pe care le ia o scoala in directia dezvoltarii de programe specifice de gifted education tin in mod direct de strategiile selectate si antrenate pentru dezvoltarea acestor forme de inteligenta si a abilitatilor, precum si pentru selectarea copiilor care pot fi cel mai bine serviti de catre politica scolara si curricula specifica scolii.

## Modele de identificare. Stiluri de învățare
Procedura de identificare trebuie făcută cu grijă implicând: părinți, elevi, profesori și profesioniști în evaluare.
Identificarea trebuie să fie:
- pe întreaga perioadă a școlarității
- să folosească criterii multiple
- să fie incluzivă
- să fie dinamică și continuă
- să fie corectă din punct de vedere cultural
- să se asigure că toate directiile de supradotare și ariile de talent sunt identificate
- să recunoasca gradele de supradotare și talent
- să fie organizată și legată de diferențierea traseelor de educație
- să fie deschisă pentru identificare precese și să identifice toate stagiile de supradotare
- să primească informații de la toți cei implicați

Trăsăturile caracteristice apar de la vârste fragede. Nu toate trăsăturile sunt exclusive dar copii supradotați le posedă în cel mai înalt grad (Silverman 1993)
| Caracteristici intelectuale         | Caracteristici de personalitate |
| ----------------------------------- | ------------------------------- |
| Excepționala abilitate în raționare | Reflexiv                        |
| Curiozitate intelectuală            | Nevoia de a întelege            |
| Viteza mare de învățare             | Nevoia de stimulare mentală     |
| Ușurința în abstractizare           | Perfectionism                   |
| Gândire complexă                    | Nevoia de precizie și logică    |
| Imaginație vie                      | Excelent simț al umorului       |
| Preocupări morale precoce           | Sensibilitate, empatie          |
| Pasiune pentru învățare             | Intensitate                     |
| Putere de concentrare               | Perseverența                    |
| Gândire analitică                   | Acută auto-stimulare            |
| Gândire divergentă/creativitate     | Non conformism                  |
| Puternic simț al dreptății          | Contestarea autorității         |
| Capacitate de reflexie              | Tendința de introvertire        |

Următorul material este transferat din experiența de mai multe decenii australiană în gifted education: Columbus Group 1991
Aproximativ 5% din populație are IQ mai mare decat 126. Asta înseamnă cam 50000 la fiecare milion de oameni.
Supradotarea este identificată la oameni luând în considerare două deviații standard plecând de la media statistică dată de testele IQ. Aceasta corespunde cu aproximativ 3% din populația statistică umană. Există mai multe categorii de supradotare care sunt: